# 櫻井ありす
櫻井 ありす（さくらい ありす、10月4日 - ）は、日本の声優、舞台女優。別名は水邑琴音。主にアダルトゲームに声をあてている。

## 人物・来歴
会社員などを経て「井上和彦の声優教室」に入所後、2003年劇団ちょーごーきんに参加し2007年には副座長となる。
声優としては2006年からアトリエピーチに所属していたが、2010年6月に退所した。フリーを経て2011年11月よりトリアス所属となるが、2013年6月30日に退所し、再びフリーとなる。
名前の由来は、デビュー時に芸名を決めることとなり、BUCK-TICKの櫻井敦司の櫻井と、手元にあった本の作者有栖川有栖の名前を組み合わせて「櫻井ありす」としたもの。
2016年にユニットモエこえ革命BERG（青葉りんご、櫻井ありす、御苑生メイ、薬師るり、shizuku）を結成した。

## 出演
太字はメインキャラクター。

### テレビアニメ
- グリザイアの迷宮（2015年、マーリン）
- おーばーふろぉ（2020年、チア女子生徒B、女子生徒B、女性客B）
- じみへんっ!!〜地味子を変えちゃう純異性交遊〜（2021年、同僚女性）
- しょうたいむ!〜歌のお姉さんだってしたい〜（2021年 - 2023年、パオタン[10][11]） - 2シリーズ[一覧 1]

### OVA
- ありす+ (ぷらす) 2（ありすの妹）
- BLIND NIGHT ～終焉～（2004年、椎名瑞穂）
- 朝からずっしり・ミルクポット（祐希堂伊織）
- もう挟まずにはいられない 〜星にお願いしたらこんなにおっきくなっちゃった!〜（天野祈）[12]
- 姦染 Ball Buster The Animation（妹尾丞実）[13]

### アダルトゲーム

#### 2003年
- 堕天使-陰謀のカルテ-（木原菜奈）
- 生贄-仕組まれた欲望-（原田佳乃）

#### 2005年
- でふこん☆わん（女生徒A）

#### 2006年
- ネコノヒメ（女生徒）
- 陽だまりのはな（野々原 ひまわり）
- MOON STRIKE（麒麟 / ステンノ）

#### 2007年
- 朝からずっしりミルクポット（祐希堂伊織）※同人
- いさましいちびの許婚（赤井美久）
- 空蝉に触れるもの（ヴァレリー）
- 永久皇帝少女（三日月環）
- 王賊（エルト王国ルカ / ヴィスト王国女兵士）
- おしえて巫女先生弐（鈴原五十鈴）
- KANAGI〜淫夢学園〜（佐山真琴）
- 少年の国の少女アリス（アリス）※同人
- 奴隷志願サイト〜人妻・翔子の記録〜（夏目美香）
- ハーレム★アイランド〜男＜女7人夏物語テーマパークは大騒ぎ〜（沢口薫）
- ひとゆめ（真金灯子）
- フリスタ! -Street Basketball-（ヨシノ）
- 凌辱復讐学園〜輪姦の放課後〜（神崎綾香）
- 凌母〜Maternity Insult〜（速水夏）

#### 2008年
- 悪魔っ娘はいじっぱり〜アンタなんかアタシのあそこですぐに虜にしてやるんだから!〜（シンシア）
- 朝凪のアクアノーツ（松木）
- ウィザーズクライマー（メル / ホーンちゃん / 女E）
- 処女狩〜オトメガリ（三沢彩乃）
- すいっチ!!〜ボクがナツに想うこと〜（蒔田小夜）
- 女体狂乱〜これが私の望んだボディ〜（女2）[14]
- はらはらフィアンセ〜貴方を争奪!姫様とお姉ちゃんの懐妊レース!!〜（桃沢可憐）
- 孕嫁さんはエルフ姫（アイラ）
- 反逆のベレッタ〜淫獄に堕散る戦士（ルージュ）
- ファンタジカル（リリム）
- 返済性奴（小野寺有紀）
- マジカル熟女・神荻葉子（神荻葉子）
- やみツキ!（土谷幹久）

#### 2009年
- 世界を征服するための、3つの方法（フォルティナ♀）
- 大阪CRISIS（滝井千鶴）
- お母さんがいっぱい!（直井奏）
- 巨乳ファンタジー（アイシス・ペトロヴナ・エレンスカヤ）[15]
- ボクがワタシになった理由〜女装計画〜（十川雫）[16]
- いつつご-Lovely Quintuplets-（朝比奈三月）[17]
- 逝け!潮吹地獄!（高須礼子）[18]
- 冤罪の皇女アリア（山野乃恵美）[19]

#### 2010年
- 乙女恋心プリスターFANDISC 〜もっとHに恋せよ乙女!〜（エウノミア）
- 魔王を征服するための、666の方法（フォルティナ）
- 彼女の母親〜ウチの娘だと思って…ね?〜（上原雪乃）[20]

#### 2011年
- 巨乳ファンタジー外伝（アイシス）
- 朝からずっしりミルクポット2リットル 〜ふたなり姉妹のドスケベ露出センズリ＠秋葉原〜（祐希堂伊織）[21]
- 姦淫特急 満潮 〜悪夢の三週間〜（桜井菜月）
- 同級生改造〜生意気娘は実験台にしてしまえッ!〜（大沢 美樹）
- 姉辱（新條真由美）
- 姦淫特急『松葉』〜肉欲のグルメ紀行〜（桜井菜月、滝井千鶴）
- 大阪クライシス 〜COMEBACK & COMES A NEW HEROINE〜（滝井千鶴）[22]
- 肉壺姉妹（鶴野エミ）[23]
- 朝からずっしりミルクポットSPECIAL 〜街中で隠れセンズリに夢中になっちゃうふたなりっ娘スニーキングアクションゲーム〜（祐希堂伊織）[24]
- 姦染5 〜The Daybreak〜（花沢愛梨、村上怜）[25]
- みとどけびと 第壱話 真夏に咲いた秋桜（宇佐見美佳代）[26]

#### 2012年
- みとどけびと 第弐話 盛夏に違う二重想（宇佐見美佳代）[26]
- 青空と雲と彼女の恋（一ノ瀬胡桃）[27]
- 淫魔の憂鬱（Insomnia）[28]
- 姦白宣言（三郷吉乃）[29]
- 高慢JK会長中出し日記（新藤キララ）[30]
- ごっくんアスリート! 巨乳メダリストのおしゃぶり強化合宿（アリーナ・ドーソン）[31]
- 姦染 Ball Buster（妹尾丞実）[32]
- 竜乙女グラディエイト（アナベル）[33]

#### 2013年
- くノ一葵、悪ニ堕チル（服部椿）[34]
- ラヴレッシブ（結月棗）[35]
- Wフタナリ娘矯正計画 転校生も実験台にしてしまえッ!（大沢美樹）[36]
- LOVE×HATE（六原舞花）[37]
- 指師（ゴールドフィンガー）〜イキまくる女たち〜（遠崎春香）[38]
- フレラバ 〜Friend to Lover〜（沢渡岬）[39][40]
- 巨乳ファンタジー外伝2（アイシス）[41]
- 必殺!勃起人!! 〜至極の快楽痴漢〜（水倉亜里沙）[42]

#### 2014年
- 神待ち少女はもう帰れない 〜言うとおりにしますから、神様もうお家へ帰して……〜（田中弘美）[43]
- 恥辱の女騎士「オークの出来そこないである貴様なんかに、この私が……!!」（ベルドナ=モーデルハイド）[44]
- ラブリレーション（佐万桜子）[45]
- 新世黙示録－Death March－（鳥海恵美）[46]
- フレラバミニファンディスク＋フルサウンドトラック（沢渡岬）[39]
- 何故か彼女がボクにエッチを迫ってくる件（坂上芽衣）[47]
- プリンセスマテリアル（メル）[48]
- なりきり!ごっこ遊び 〜インモラルパッケージ〜（山野辺茉莉華）[49]

#### 2015年
- 暴走ティーチャー志帆 〜愛の浣腸教育〜（志帆）
- エロ温泉 〜新人女将の間違いだらけのおもてなし〜（大島和実）[50]
- じゅ〜にんかんり! 〜10人の乙女に愛の手を〜（眞原千鳥）[51]
- 巨乳ファンタジー デジタルノベライズ版（アイシス・ペトロブナ・エレンスカヤ）[52]
- すとれい★すくーる（虎ノ門京子）[53]
- 続・悦楽の胤（乙浦音羽）[54]
- 僕のフタナリ彼女! 〜絶倫少女と純情少年〜（神流川葵）[55]
- やらせてっ! てぃーちゃーCHANGE（朝比奈香）[56]
- Another Possibility（壬生千恵）[57]
- 内気ふたなりネトア「みーふゅ」の鬼ヤバ配信事故〜露出配信編〜（柊美冬）[58] ※名義：【新姫】櫻井ありす
- 姦染 CLIPPING CHRONICLE（蘆名累）[59]

#### 2016年
- 内気ふたなりネトア「みーふゅ」の鬼ヤバ配信事故〜公衆便所編〜（柊美冬）[60] ※名義：【新姫】櫻井ありす
- えろぐっず! Hなおもちゃで快感エンジョイ（等々力愛佳）[61]
- 即イキびしょぬれアスリート! 潮吹き絶頂するアスリートヒロインたち（ナターシャ・ショジョビッチ）
- JK生パコ文化祭 ～フーゾク模擬店は発射無制限?!～（倫）
- 巨乳ファンタジー外伝2 after -オスタシアの野望-（アイシス）
- ごくかの! ～タマとらせてもらいます～（堀場千佳）
- HOTOTOGISU ～ULTRA PATRIOT～（三郷吉乃）

#### 2017年
- ようこそ! スケベエルフの森へ（デルヴァ・ケレブリアン）
- ネコのお姉ちゃんが教えてくれたコト（逢月）
- 粘液地獄 ～巨大ヌルヌル生物に汚された女学生!～（希美）
- 亡国の戦姫 ～敵陣突破! 発情ふたなり司令官～（大羽涼）
- 恥辱遊戯 ～お嬢様の聖水～（仁科深雪）
- 大阪AWAKING（滝井千鶴）
- 催眠エステ☆イキ地獄（月見）
- 姦落のアリーナ ～淫欲のデスマッチ～（氷川馨）

#### 2018年
- フタナリ彼女矯正生活 ～あたしのミルク、アナタに絞りとって欲しいっ～（天城美樹）
- 邪淫のいけにえ ～触手姫アルテア&魔子宮遣いビアンカ 終わりの無い受胎～（ベガ・ライラ）
- 配信性奴 ～彼女が投稿される理由～（吉岡里奈）

#### 2019年
- 憑依彼女 ～ツキカノ（瀬口顕子）
- 邪淫のいけにえ2 ～女勇者と修道女・果てしなき絶頂＆触手地獄に堕ちたダークエルフと聖女～（バトルシスター カペラ）
- 姦淫特急連結セット～肉欲のクルーズトレインの旅～（桜井菜月、滝井千鶴）
- 神聖昂燐アルカナルージュ ～白濁と触手に穢されし魔法少女たち～（四堂冥）

#### 2020年
- マジカル熟女・神荻葉子 HDリマスター（神荻葉子）
- 邪淫のいけにえ3 ～新章:ねらわれた学園～（蒼生京）[62]

#### 2021年
- 神聖昂燐ダクリュオン ～正しい天使の育てかた～（奏馬紅愛）
- マニアックサークル白書 ～変態淑女たちの物語～（相沢ちえみ）[63]
- 姦染BB -FHDバイノーラルEDITION-（妹尾丞実）[64]
- フタナリ母と拷問娘（天城美樹）[65]

#### 2022年
- 7th Divine 〜白銀の聖女と漆黒の魔王〜（烏羽まもる）[66]
- 進軍ゴブリン軍団 〜人類総苗床化作戦〜（悠楓）[67]
- ヤンデレ妹に愛されすぎて子作り生活（中田綾音）[68]
- 私、飼われてます ～全てを管理された生活～（坂下真矢）

#### 2023年
- フタナリ母と女装少年と母の射精管理をする愛娘。（天城 美樹）
- 進軍ゴブリン軍団2 ～淫獣軍VS. INTRUDER～（悠楓）
- 神聖昂燐エストランジェ（四堂 冥）

#### 2024年
- 蟲の王 ～全テノ雌ハ我ガ子孫ノ苗床～（ミ・ウ）
- 姦染RE:UNION（維月）

#### 2025年
- 新章・邪淫のいけにえ ～触手姫の種子～（デネボラ）
- ブルータル・ボール ～謝肉闘技場～（ノーシャ）
- ボクとエーヴァのヒミツの森（エーヴァ）

### コンシューマーゲーム
- 魔女っ娘ア・ラ・モードII 〜魔法と剣のストラグル〜（2007年、ヒトニンジン）
- Friend to Lover 〜フレラバ〜（2015年、沢渡岬）[69][39]

### ソーシャルゲーム
- 大冒険！ゆけゆけ☆おさわりアイランド（井上文香、他）[70]
- ダンジョンズ＆プリンセス（オーラン）[70]
- ようこそ!恋ヶ崎女学園へ（幕ノ内桜子、他）
- ガールズユニオン（アムル、ヴェロニカ、ジルベール、ロザリア）[70]
- エンジェルマスター（ハマリエル）
- 万引きGメン 悪い娘にはお仕置きです！
- 大征服！ゆけゆけ悪の秘密結社！
- 天衣創聖ストライクガールズ（リアラ）[70]
- 絢爛乙女ガールズストライカー（リアラ）[70]

### 吹き替え
- 食人族捕獲計画[71]
- スターシップ・オブ・デスゲーム[71]
- ソサエティー

### DVD
- 実際にあった!! 呪われたDVD!! 怪[72]

### インターネットラジオ
- なますて（仮）/（当確）/´TURBO
- かおるとありすのいいっぱなしラジオ
- マリ・春乃・ありすの絶対リリス2
- ぼくわたらじお
- ちょーごーきんのあれはあの時のあれ。

### ラジオ
- ラジオ日本アニメストリート「ニシドラ・タクシードライバー4〜歌舞伎町のホストと内職運転手〜」（沙織役）
- FMうらやす『詩にゃらじ！』内コーナー「安楽椅子探偵Kの事件簿」初回 - 第6回（アシスタントMC）[73][74]

### 舞台
- 劇団ちょーごーきん公演「曳かれ行く星々の荒野から〜live!die!riborn!〜」（アスカ=ミズモリ役）
- 劇団ちょーごーきん公演「古の深き闇よりの嘆息〜surgikal strike〜」（ケイト=リード役）
- 劇団ちょーごーきん公演「ちょーごきんラボvol.1ファミリー〜family〜」（レベッカ役/脚本/演出）
- 劇団ちょーごーきん公演「闇を紡ぐ数多の影〜蜃気楼の戦士〜The Human Factor」（アプラ役）
- 劇団ちょーごーきん公演「Knockin'on Heaven's Door」（フレア役）
- 劇団ちょーごーきん公演「You are The Wind Beneath My Wings」（サンタクルー10634号役）
- 劇団ちょーごーきん公演「老いたる神々を哀れむ愚かな霊長類たちの詩〜farewell to THE MOTHER 2008〜」（アリシア役）
- オフィスハツガイ公演「初谷誠のショートショートショー19『立場』」（1#願い・有実役、3#遠い空・綾役）
- 劇団ちょーごーきん公演「サンタが街にやって来た―Crimson Fear―」（アデュリン=デュケイン役）
- 劇団ちょーごーきん公演「from a distance〜東京タワー？僕のオトンが時々オカン〜」（拳咲 遵役）
- 劇団快心劇旗揚げ公演「立ち止まり、振り返ると、天使が微笑む―Angel and Prisoners―」（キンバリー・ウィリアムズ役）
- 劇団ちょーごーきん公演「蜃気楼の戦士―The Human Factor―」（AI-4【ヴァイオラ】役）
- 劇団第三環境公演 朗読劇「無責任艦長タイラー ザ☆レジェンド〜25Th Anniversary Just think of Future〜」（キム役）
- 劇団ちょーごーきん公演「やがては凍えた月と贖罪という名の雪 lonely teardrops, fell The mountain with snow」（アリアナ・コレット(アーンスランド)役） 2013年
- 劇団ちょーごーきん公演「In My Life」（半沢直子役） 2014年
- 劇団ちょーごーきん公演「サンタが街にやってきた -L.A弾丸ツアー！- Crimson Fear 2 Santa claus Fights Back」（アデュリン・デュケイン役） 2015年

### その他
- オーディオブック ウェブの書斎・音の配達便（ナレーション）
- 足立エフエム開局準備室公式キャラクター 足立くみ（CV：2013年10月 - 2014年12月）
  - 足立くみのお前も足立区民にしてやろうか！（アダチ区民放送局内コーナー）[75]
- 神戸アニメストリートイメージキャラクター なぁタン-17（CV：2015年3月29日 - ）

### 歌
- お気楽気分（webラジオ『なますて（当確）』テーマソング）
- このここねこのこ（『朝からずっしり♥ミルクポットSPECIAL』主題歌）
- 毎日が宝物（『お母さんがいっぱい！！』主題歌）[76]
  - 歌：櫻井ありす、雪都さお梨
- この声を聞いてね（沢渡岬 キャラクターソング）
  - 歌：沢渡岬[39]

### シリーズ一覧
1. ↑  第1期（2021年）、第2期『2』（2023年）